# Kynane
Kynane av Makedonien (grekiska: Kυνάνη, Kynane eller Κύνα, Kyna, latin: Cynane), död 323 f.Kr., var en prinsessa och drottning av Makedonien (historisk region). Hon var dotter till kung Filip II av Makedonien och den illyriska prinsessan Audata och halvsyster till Alexander den store. Hon var gift med sin kusin, kung Amyntas IV av Makedonien. 

## Biografi
Kynane blev av sin mor Audata, som var från Illyrien, tränad i ridning, jakt och stridsteknik i enlighet med den illyriska traditionen, där till skillnad från i Grekland även kvinnor deltog i strid. Hennes far blev år 359 f.Kr. regent i egenskap av förmyndare för sin brorson, kung Amyntas, men avsatte samma år denne från tronen. Han tilläts dock fortsätta leva, och blev bortgift med Kynane. Amyntas dog 336 f.Kr., och Kynane trolovades året därpå med kung Langarus av Agranierna, men han dog strax därpå. Kynane gav sin egen dotter Eurydike II av Makedonien samma fostran i stridsteknik som hennes mor givit henne. Polyaenus skrev om henne: 
"Kynane, Filips dotter, var berömd för sin militära kunskap: hon behärskade arméer, och anförde dem i strid. Under ett krig med illyrerna högg hon med egen hand av huvudet på deras drottning Caeria; och besegrade med ett blodbad den illyriska armén."
När hennes psykiskt sjuke halvbror Filip III av Makedonien utropades till kung i Mindre Asien efter Alexander den stores död 323 f.Kr. reste hon mot Mindre Asien för att gifta bort sin dotter med honom. Hennes inflytande var troligen stort, och hennes projekt gjorde därför att hon sågs som ett hot av Perdikkas och Antipater. Den förstnämnda sände därför sin bror Alketas för att möta henne på vägen och mörda henne, ett uppdrag han fullföljde trots att uppdraget mötte motstånd bland Alketas trupper, och Kynane ska ha mött döden med okuvlig tapperhet. Efter hennes död blev dock hennes planer ändå fullföljda och hennes dotter blev bortgift med Filip. Efter att hennes dotter och svärson mördats av Olympias lät Kassander begrava Kynane bredvid dem i den kungliga begravningsplatsen i Aegae. 